# کارل زاکمایر
کارل زاکمایر (آلمانی: Carl Zuckmayer؛ ۲۷ دسامبر ۱۸۹۶ – ۱۸ ژانویهٔ ۱۹۷۷) یک نویسنده و نمایش‌نامه‌نویس اهل آلمان بود.
دو نمایشنامه اول او شکست خوردند. در سال ۱۹۲۹، او فیلمنامه فیلم «فرشته آبی» را نوشت که برای آن جایزه گئورگ بوشنر را دریافت کرد. او همچنین نمایشنامه‌هایی از جمله «کاپیتان کوپنیک» (۱۹۳۱)، «ژنرال تئوفلز» (۱۹۴۶)، «باربارا بلومبرگ... نمایشنامه‏‌ای در سه پرده» (۱۹۴۹) و «کرانیشتانس... تک پرده» (۱۹۶۷) را نوشت.
زوکمایر جوایز و افتخارات متعددی از جمله جایزه کلایست، مدال شهر گوتینگن، جایزه بزرگ دولتی اتریش برای ادبیات و «حلقه سالزبورگ» را دریافت کرد.